# Самюель Мартін Кір
Семюел Мартін Кір (19 липня 1813 — 6 жовтня 1874) — американський винахідник і бізнесмен, якому приписують заснування американської нафтопереробної промисловості. Він був першою людиною в Сполучених Штатах, яка переробила сиру нафту в масло для гасових ламп. Історики назвали Кіра Дідусем американської нафтової промисловості.

## Ранні роки життя
Кір народився в містечку Конемо, округ Індіана, штат Пенсільванія, поблизу міста Лівермор. Він був сином Томаса Кіра та Мері Мартін Кір. Кієри були шотландсько-ірландськими іммігрантами, які володіли кількома соляними колодязями навколо Лівермора та неподалік від Сольтсбурга.
Окрім соляного бізнесу, Семюел допоміг заснувати компанію Kier, Royer and Co. у 1838 році. Ця компанія була морською компанією, яка перевозила вугілля між Піттсбургом і Філадельфією. Кір також володів частками в кількох вугільних шахтах, цегельні та гончарній фабриці.
Разом з кількома іншими інвесторами, включаючи Бенджаміна Франкліна Джонса,  заснував кілька чавуноливарних заводів у західній частині Пенсільванії. Чавунний бізнес став попередником Jones and Laughlin Steel Company, одного з найбільших виробників сталі в Америці.

## Соляні колодязі та нафта
До 1840-х років соляні колодязі Кіра забруднювалися нафтою. Спочатку Кір просто скидав непотрібну нафту в довколишній Пенсільванський магістральний канал, але після того, як нафтова пляма загорілася, він побачив спосіб отримати прибуток від цього нічого не вартого тоді побічного продукту. Не маючи формальної підготовки в галузі науки або хімії, він почав експериментувати з декількома дистилятами сирої нафти разом з хіміком зі Східної Пенсільванії. Він розробив речовину, яку назвав «Кам'яне масло», а пізніше «Олія Сенеки». У 1848 році він почав розфасовувати речовину як запатентований препарат, стягуючи 0,50 долара за пляшку. Він також виробляв вазелін  і продавав його як місцеву мазь . Жоден продукт не мав комерційного успіху.
Після подальших експериментів він виявив економічний спосіб виробництва гасу. Гас був відомий протягом деякого часу, але не вироблявся широко і вважався незначною економічною цінністю. Але в той час китовий жир, основне паливо для ламп в Америці, ставав дедалі дефіцитнішим і дорожчим.
У 1851 році Кір почав продавати гас під назвою «Carbon Oil» місцевим шахтарям. Він також винайшов нову лампу для спалювання свого продукту.[1] Кір ніколи не отримував патент на свої розробки, і багато інших винахідників і бізнесменів продовжували вдосконалювати його роботу, приносячи величезні статки. Незважаючи на це, дохід Кіра на той час перевищив 40 000 доларів США на рік, величезну суму на той час.
Кір заснував перший в Америці нафтопереробний завод у Піттсбурзі на Сьомій авеню поблизу Грант-стріт у 1853 році. Він використовував сиру нафту з соляних колодязів у Таренті». Кір консультувався з Едвіном Дрейком щодо експериментальної нафтової свердловини Дрейка, і перша партія нафти зі свердловини Дрейка потрапила на нафтопереробний завод Кіра.